# Леванцо
Леванцо (Lèvanzu) е италианския остров от групата на Егадските острови на запад от Сицилия.
Леванцо има площ 5,82 км². Най-високата точка е планината Пицо-Монако, чиято височина е 278 м. На острова живеят около 450 души.
Древното название на острова е Phorbantia, която е и име на растение, растящо там.
На Леванцо в пещерата Grotta del Genovese са се съхранили древни рисунки от началото на каменния век.